# Ratpenat de cap ample
El ratpenat de cap ample (Nycticeinops crassulus) és una espècie de ratpenat que viu a Angola, el Camerun, la República del Congo, la República Democràtica del Congo, Costa d'Ivori, Guinea, Kenya, el Sudan del Sud i Uganda.